# Parlamentswahl in Vanuatu 1983
Wahlen in den Vanuatu 1983 (en.: General elections) wurden am 2. November 1983 durchgeführt. Es waren die ersten Wahlen seit der Unabhängigkeit des ehemaligen Kondominiums Neue Hebriden von Frankreich und dem Vereinigten Königreich 1980. Die herrschende Vanua’aku Pati errang 24 Sitze, während die Union of Moderate Parties 12 errang. Walter Lini von der Vanua’aku Pati blieb Prime Minister. Die Wahlbeteiligung lag bei 74,9 %.

## Wahlsystem
Die meisten Abgeordneten wurden durch Nicht übertragbare Einzelstimmgebung (single non-transferable voting) in Wahlkreisen mit zwei bis fünf Sitzen pro Wahlkreis gewählt. Ein Abgeordneter (für Épi) wurde nach Mehrheitswahl (first past the post) gewählt.

## Ergebnisse

Sitzverteilung Im Parlament 1983

| Partei                            | Partei                             | Stimmen | %     | +/-   | Sitze | +/-  |
| --------------------------------- | ---------------------------------- | ------- | ----- | ----- | ----- | ---- |
|                                   | Vanua’aku Pati                     | 24.313  | 55,05 | -5,72 | 24    | ▼ -2 |
|                                   | Union of Moderate Parties          | 12.647  | 28,64 |       | 12    | ▲ +7 |
|                                   | Vanuatu Independent Alliance Party | 1.738   | 3,94  |       |       | neu  |
|                                   | Nagriamel                          | 1.254   | 2,84  |       | 1     | neu  |
|                                   | Namangi-Aute                       | 1.159   | 2,62  |       | 1     | 0    |
|                                   | Friend Melanesian Party            | 1.014   | 2,30  |       | 1     | neu  |
|                                   | Unabhängige                        | 2.040   | 4,62  |       | 0     | ▼ -2 |
|                                   |                                    |         |       |       |       |      |
| Gültige Stimmen                   | Gültige Stimmen                    | 44.165  | 98,75 |       |       |      |
| Ungültige Stimmen                 | Ungültige Stimmen                  | 561     | 1,25  |       |       |      |
| Gesamt                            | Gesamt                             | 44.726  | 100   | 39    |       |      |
| Nichtwähler                       | Nichtwähler                        | 14.986  | 25,1  |       |       |      |
| Wahlberechtigte / Wahlbeteiligung | Wahlberechtigte / Wahlbeteiligung  | 59.712  | 74,90 |       |       |      |